# Neotatea
Neotatea es un género de plantas perteneciente a la familia Calophyllaceae. El género comprende cuatro especies, que se encuentran en el Neotrópico, en Guayana, Colombia, Venezuela, y probablemente Brasil (Sierra de la Neblina).

## Descripción
Son arbustos o pequeños árboles con pocas ramas, gruesas con látex blanco o transparente. La hojas en espiral son sésiles, agrupadas cerca de los ápices de las ramas, son gruesas, coriáceas, numerosas  y muy similares. Las flores son hermafroditas, axilares, solitarias o fasciculadas de 3.5-5 cm de largo. Sépalos 5, al tresbolillo; pétalos 5, contorsionados. Con muchos estambres. El fruto en cápsulas. Las semillas lineales, ± aladas; con cotiledones pequeños.  

## Taxonomía
El género fue descrito por Bassett Maguire y publicado en Memoirs of The New York Botanical Garden 23: 161. 1972.

## Especies aceptadas
A continuación se brinda un listado de las especies del género Neotatea aceptadas hasta octubre de 2013, ordenadas alfabéticamente. Para cada una se indica el nombre binomial seguido del autor, abreviado según las convenciones y usos.
- Neotatea colombiana Maguire
- Neotatea duidae (Kobuski & Steyerm.) P.F.Stevens & A.L.Weitzman
- Neotatea longifolia (Gleason) Maguire
- Neotatea neblinae Maguire